# Nyctemera vandenberghi
Nyctemera vandenberghi là một loài bướm đêm thuộc phân họ Arctiinae, họ Erebidae.